# João Paulo Lima e Silva
João Paulo Lima e Silva, né à Olinda le 31 octobre 1952, est un homme politique brésilien, ancien maire de Recife et actuellement membre de la Chambre fédérale des représentants.